# ظمضيظ (المسيمير)

تعديل مصدري - تعديل

ظمضيظ هي إحدى قرى عزلة المسيمير بمديرية المسيمير التابعة لمحافظة لحج، بلغ تعداد سكانها 32 نسمة حسب تعداد اليمن لعام 2004.